# École Vétérinaire de Maisons-Alfort (stanice metra v Paříži)
École vétérinaire de Maisons-Alfort je nepřestupní stanice pařížského metra na lince 8. Nachází se na pařížském předměstí Maisons-Alfort jihovýchodně od Paříže na Avenue du Général Leclerc.

## Historie
Stanice byla otevřena 19. září 1970, když byla linka rozšířena od stanice Charenton – Écoles po Maisons-Alfort – Stade. V roce 2008 byla zřízena říční linka Voguéo, na jejíž konečnou na nábřeží Marny je možné z této linky přestoupit.

## Název
Stanice byla pojmenována po druhé nejstarší veterinární škole ve Francii (po Lyonu) založené v roce 1767 Ludvíkem XV., která se nachází nedaleko.
Původně se stanice jmenovala Maisons-Alfort – École vétérinaire, ale v roce 1996 byl její název upraven do dnešní podoby.